# Francis Leopold McClintock
Francis Leopold McClintock, född 8 juli 1819 i Dundalk (Irland), död 17 november 1907 i London, var en engelsk viceamiral och polarforskare.
McClintock var sedan 1843 löjtnant i engelska marinen, deltog 1848-49 i James Clark Ross och 1850-51 i Horatio Thomas Austins expedition till John Franklins uppsökande, vid senare tillfället som förste löjtnant på fartyget "Assistance" under Ommanney, samt i Edward Belchers expedition (1852-54), då McClintock hade befälet över ångaren "Intrepid" och följde enligt sin instruktion Henry Kellett, när denne med "Resolute" styrde till Melvilleön. Från vinterkvarteret vid denna ös sydkust vandrade han med de Bray tvärs över ön till Hecla- och Griperviken och därifrån åt nordväst där Emeraldön upptäcktes. Resan riktades därefter till Prins Patricks ö där även Eglintonön besöktes och Polinjegruppen upptäcktes.
Efter att ha påträffat och räddat Robert McClure och dem, som med honom deltagit i försöket att från Berings sund verkställa Nordvästpassagen, måste Kellet och McClintock själva lämna sina fartyg i isen. Vandrande åt öst, framkom de till Beecheyön och sammanträffade där med de övriga under Belchers överbefäl utgångna fartygens besättningar, varefter samtliga hemvände dels med Edward Augustus Inglefields expeditioner 1853 och 1854, dels med Belchers enda återstående skepp. Efter hemkomsten befordrades MacClintock till kapten.
1857 utsändes han av Franklins änka och vänner med ångfartyget "Fox" för att närmare utforska Franklinexpeditionens olycksöde. Han nödgades tillbringa första vintern vid Melvilleviken på Grönlands västkust, åkte 1858 genom Lancaster sund och Barrow sund fram åt Peel sund, vände därefter och tog vägen genom Prince regent inlet till Bellot sund. Medan McClintock där låg infrusen den följande vintern, anställde han slädfärder över Boothia Felix till King Williams ö, där de påträffade ett dokument med upplysningar om den förolyckade expeditionens färd och öden till 25 april 1848 (se Franklinexpeditionen). Med rik behållning i vetenskapligt hänseende (han hade kartlagt 1 300 km kustlinjer i en dittills fullkomligt okänd del av polararkipelagen och anställt en följd magnetiska, meteorologiska-astronomiska och andra vetenskapliga iakttagelser) anträdde MacClintock 9 augusti 1859 hemfärden. 
Expeditionen skildrade han i The voyage of the "Fox" in the Arctic seas (1859). Bland hedersbetygelser, som därefter kom honom till del, kan nämnas hans utnämning till Knight (1860). Våren 1860 fick MacClintock i uppdrag att leda djupmätningar i Atlanten med anledning av en föreslagen nordatlantisk kabelförbindelse med Amerika. 1865-68 var han kommendant vid stationen vid Jamaica, utnämndes 1871 till konteramiral, hade 1872-77 kommandot i Portsmouth, blev sistnämnda år viceamiral och var 1879-82 högstkommenderande vid den nordamerikanska flottstationen.